# Joel Grey
Joel Grey (11 d'abril de 1932, Cleveland, Estats Units), nascut amb el nom de Joel David Katz, és un actor estatunidenc.
És el fill del comediant i músic jiddisch Mickey Katz i el pare de l'actriu Jennifer Grey.
Obté el 1972 l'Oscar al millor actor secundari per la seva actuació de mestre de cerimònia a Cabaret. És un dels set únics actors que han obtingut a la vegada un Premi Tony i un Oscar pel mateix paper.
Joel Grey actua el 2004 en la comèdia musical Wicked a Broadway.
Fa papers recurrents en sèries de televisió, Doc el 2001 a Buffy i Arvin Clone (el clon d'Arvin Sloane) el 2004 a Alias.
"No m'agraden les etiquetes, però si me n'han de posar alguna, sóc gai". Amb aquestes paraules l'actor va declarar el 2015 la seva homosexualitat en una entrevista a la revista People.

## Filmografia

### Teatre
| Any  | Producció                          | Paper                | Notes                                          |
| ---- | ---------------------------------- | -------------------- | ---------------------------------------------- |
| 1951 | Borscht Capades                    |                      | als crèdits surt com Joel Kaye                 |
| 1961 | Come Blow Your Horn                | Buddy Baker          |                                                |
| 1962 | Stop the World - I Want to Get Off | Littlechap           |                                                |
| 1965 | Half a Sixpence                    | Arthur Kipps         |                                                |
| 1966 | Cabaret                            | Master of Ceremonies | Premi Tony per un actor en un musical          |
| 1969 | George M!                          | George M. Cohan      | Nominat: Premi Tony per un actor en un musical |
| 1975 | Goodtime Charley                   | Charley              | Nominat: Premi Tony per un actor en un musical |
| 1979 | The Grand Tour                     | S. L. Jacobowsky     | Nominat: Premi Tony per un actor en un musical |
| 1987 | Cabaret                            | Master of Ceremonies |                                                |
| 1996 | Chicago                            | Amos Hart            |                                                |
| 2003 | Wicked                             | The Wizard of Oz     |                                                |

### Filmografia
| Any  | Pel·lícula                                                      | Paper                   | Notes                                                                                                |
| ---- | --------------------------------------------------------------- | ----------------------- | --- |
| 1952 | About Face                                                      | Bender                  | |
| 1957 | Calypso Heat Wave                                               | Alex Nash               | |
| 1961 | Quan arriba setembre (Come September)                           | Beagle                  | |
| 1972 | Cabaret                                                         | Master of Ceremonies    | Oscar al millor actor secundari Globus d'Or al millor actor secundari BAFTA a la millor nova promesa |
| 1974 | Man on a Swing                                                  | Franklin Wills          | |
| 1976 | The Seven-Per-Cent Solution                                     | Lowenstein              | |
| 1976 | Buffalo Bill and the Indians, or Sitting Bull's History Lesson  | Nate Salsbury           | |
| 1985 | Remo: Desarmat i perillós (Remo Williams: The Adventure Begins) | Chiun                   | |
| 1991 | Kafka                                                           | Burgel                  | |
| 1993 | The Music of Chance                                             | Willy Stone             | |
| 1994 | The Dangerous                                                   | Flea                    | |
| 1995 | Venus Rising                                                    | Jimmie                  | |
| 1996 | The Empty Mirror                                                | Joseph Goebbels         | |
| 1996 | My Friend Joe                                                   | Simon                   | |
| 1999 | Conte de Nadal (A Christmas Carol)                              | Ghost of Christmas Past | |
| 2000 | The Fantasticks                                                 | Amos Babcock Bellamy    | |
| 2001 | Dancer in the Dark                                              | Oldrich Novy            | |
| 2001 | Reaching Normal                                                 | Dr. Mensley             | |
| 2008 | Choke                                                           | Phil                    | |

### Televisió
| Any       | Producció                         | Paper               |
| --------- | --------------------------------- | ------------------- |
| 1956      | Producers' Showcase               |                     |
| 1957      | Telephone Time                    |                     |
| 1957      | December Bride                    |                     |
| 1958      | Court of Last Resort              |                     |
| 1958      | Little Women                      |                     |
| 1959      | Maverick (Sèrie TV)               | Billy el Nen        |
| 1960      | Bronco (Sèrie TV)                 |                     |
| 1960      | The Ann Sothern Show              |                     |
| 1960–1961 | Lawman (Sèrie TV)                 |                     |
| 1961      | Westinghouse Playhouse            |                     |
| 1961      | 77 Sunset Strip                   |                     |
| 1966      | My Lucky Penny (pilot)            |                     |
| 1971      | Ironside (Sèrie TV)               |                     |
| 1972      | Night Gallery                     |                     |
| 1972      | Man on a String (telefilm)        |                     |
| 1974      | 'Twas the Night Before Christmas  | Narrador            |
| 1976      | The Muppet Show                   | Ell mateix          |
| 1981      | Paddington (Sèrie TV)             | Host                |
| 1982      | Alice (Sèrie TV)                  |                     |
| 1982      | The Yeomen of the Guard           | Jack Point          |
| 1987      | Queenie (telefilm)                |                     |
| 1991      | Dallas                            | Adam/Devil          |
| 1996      | Star Trek: Voyager                | Caylem              |
| 1999      | The Outer Limits: Essence of Life | Dr. Neil Seward     |
| 2000      | The Outer Limits: Simon Says      | Gideon Banks        |
| 2000      | Buffy the Vampire Slayer          | Doc                 |
| 2003      | Oz (Sèrie TV)                     | Lemuel Idzik        |
| 2003      | Law & Order: Criminal Intent      | Milton Winters      |
| 2005      | Alias (Sèrie TV)                  | L' altre Mr. Sloane |
| 2006      | House, MD1House                   | Ezra Powell         |
| 2009      | Private Practice                  | Dr. Alexander Ball  |
| 2009      | Grey's Anatomy                    | Dr. Singer          |

## Premis
- Oscar al millor actor secundari el 1973 per a Cabaret.
- Globus d'Or al millor actor secundari el 1973 per a Cabaret.